# Coelichneumon albonotatus
Coelichneumon albonotatus är en stekelart som först beskrevs av Cameron 1903.  Coelichneumon albonotatus ingår i släktet Coelichneumon och familjen brokparasitsteklar. Inga underarter finns listade i Catalogue of Life.